# Alexander Hanchett Smith
Alexander Hanchett Smith (12 de diciembre de 1904 – 12 de diciembre de 1986) fue un naturalista y micólogo estadounidense.
Su esposa, Helen Vendler Smith, y su hija, Nancy Smith Weber, también fueron micólogas.

## Obra

### Algunas publicaciones
- Smith; AH. 1939. "Studies on the genus Cortinarius: I" en Contr. of the University of Michigan Herbarium 2 p. 1 - 42
- Snell, WH & AH Smith. 1940. "B. longicurvipes article" en J. Elisha Mitchell Scientific Society 56 p. 325
- Smith, AH. 1941. "Studies of North American agarics: I." en Contr. of the University of Michigan Herbarium 5 p. 1 - 73
- Singer, R. & AH Smith. 1943. "A Monograph of the Genus Leucopaxillus" en Papers of the Michigan Academy of Sciences 28 p. 85 - 132
- Smith, AH. 1944. "Interesting North American agarics" en Bull. Torrey Botanical Club 71 pp. 390 - 409
- Smith, A.H. & R Singer. 1945. "A monograph of the genus Cystoderma" en Papers of the Michigan Academy of Sciences 30 p. 71 - 124
- Singer, R & AH Smith. 1946. "Proposals concerning the nomenclature of the gill fungi including a list of proposed lectotypes and genera conservanda" en Mycologia 38 p. 240 - 299
- Smith, AH. 1947. North American Species of Mycena
- Smith, AH. 1949. Mushrooms in their Natural Habitats 626 p.
- Smith, AH. 1951. "The North American species of Naematoloma" en Mycologia 43 pp. 467 - 521
- Smith, AH. 1951. Puffballs and their allies in Michigan
- Smith, AH. 1957. "A contribution towards a monograph of Phaeocollybia" en Brittonia 9 pp. 195 - 217
- Smith, AH & R Singer. 1959. "Studies in Secotiaceous Fungi: IV. Gastroboletus, Truncocolumella, Chamonixia" en Brittonia 11 pp. 205 - 223
- Smith, AH. 1960. "Tricholomopsis in the Western Hemisphere" en Brittonia 12 pp. 41-76
- Singer, R & AH Smith. 1960. "Studies in Secotiaceous Fungi: IX. The Astrogastraceous Series" en Memoirs of the Torrey Botanical Club 21 pp. 1-112
- Smith, AH. 1963. Mushroom Hunter's Field Guide. 264 pp.
- Hesler, LR & AH Smith. 1963. North American Species of Hygrophorus
- Smith, AH & HD Thiers. 1964. A contribution towards a monograph of North American species of Suillus
- Hesler, LR & AH Smith. 1965. North American species of Crepidotus
- Smith, AH; OK Miller, Jr. & HD Thiers. 1965. "The species of Suillus and Fuscoboletinus of Priest River Experimental Forest and Vicinity, Priest River, Idaho" en Lloydia 28 pp. 120 - 138
- Smith, AH; HD Thiers & R Watling. 1967. "Leccinum snellii article" en Michigan Botany 6 pp. 120 - 121
- Smith, AH & LR Hesler. 1968. The North American species of Pholiota
- Smith, AH & HD Thiers. 1968. "Tylopilus chromapes article" en Mycologia 60 p. 948
- Thiers, HD & AH Smith. 1969. "Hypogeous Cortinarii" en Mycologia 61 pp. 526 - 536
- Smith, AH & HD Thiers. 1971. The Boletes of Michigan
- Smith, AH. 1972. "The North American species of Psathyrella" en NY Bot.Garden Mycological Memoir 24
- Smith, AH & JM Trappe. 1972. "The higher fungi of Oregon's Cascade Head Experimental Forest and Vicinity: I" en Mycologia 64 pp. 1138 - 1153
- Smith, AH. 1975. A Field Guide to Western Mushrooms
- Smith, AH & HD Thiers. 1975. The Boletus of Michigan
- Ammirati, JF & AH Smith. 1977. "Studies in the genus Cortinarius: II: Section Dermocybe, new North American species" en Mycotaxon 5 pp. 381 - 397
- Mitchel, DH & AH Smith. 1978. "Notes on Colorado fungi: III: New & interesting mushrooms from the aspen zone" en Mycologia 70 pp. 1040 - 1063
- Smith, AH; HV Smith & NS Weber. 1979. How to Know the Gilled Mushrooms
- Smith, AH. 1979. "The Stirps Caligata of Armilaria in North America" en Sydowia 8 pp. 368 - 377
- Hesler, LR & A.H. Smith. 1979. North American Species of Lactarius
- Smith, AH & NS Weber. 1980. The Mushroom Hunter's Field Guide
- Smith, AH; HV Smith & NS Weber. 1981. How to Know the Non-Gilled Mushrooms 2ª ed.
- Smith, AH; VS Evenson & DH Mitchel. 1983. The veiled species of Hebeloma in the Western United States
- Weber, NS & AH Smith. 1985. A Field Guide to Southern Mushrooms 1ª ed.

### Especies de hongos identificados
- Boletus campestris Thiers & A.H.Sm.
- Boletus longicurvipes Snell & A.H.Sm.
- Boletus pseudosensibilis Thiers & A.H.Sm.
- Clitocybe irina (Fries) H.E.Bigelow & A.H.Sm.
- Clitocybe nuda (Fries) A.H.Sm. & H.E.Bigelow
- Cortinarius marylandensis Ammirati & A.H.Sm.
- Craterellus fallax A.H.Sm.
- Cystoderma amianthinum var. rugosoreticulatum (F.Lorinser) Singer & A.H.Sm.
- Cystoderma fallax A.H.Sm. & Singer
- Cystoderma granosum (A.P.Morgan) Singer & A.H.Sm.
- Galerina autumnalis (Peck) Singer & A.H.Sm.
- Gymnopilus spectabilis (Fries) A.H.Sm.
- Hygrophorus acutoconicus (Clem.) A.H.Sm.
- Hygrophorus bakerensis A.H.Sm. & Hesler
- Hygrophorus flavescens (Kauffman) A.H.Sm. & Hesler
- Hygrophorus marginatus var. olivasceus A.H.Sm. & Hesler
- Hygrophorus subsalmonius A.H.Sm. & Hesler
- Lactarius argillaceifolius A.H.Sm. & Hesler
- Lactarius cinereus A.H.Sm. & Hesler
- Lactarius quietus Hesler & A.H.Sm.
- Lactarius thyinos A.H.Sm.
- Lactarius vinaceorufescens A.H.Sm.
- Leccinum holopus var. americanum A.H.Sm. & Thiers
- Leccinum snellii Thiers, Watling & A.H.Sm.
- Leucopaxillus laterarius (Peck) Singer & A.H.Sm.
- Mycena atkinsoniana A.H.Sm.
- Mycena griseoviridis A.H.Sm.
- Pholiota highlandensis (Peck) Hesler & A.H.Sm.
- Pholiota veris (A.H.Sm. & Singer) Hesler & A.H.Sm.
- Phylloporus rhodoxanthus var. silvicola A.H.Sm.
- Psathyrella conissans (Peck) A.H.Sm.
- Psathyrella delineata (Peck) A.H.Sm.
- Psathyrella foenisecii (Persoon: Fries) A.H.Sm.
- Psathyrella rugocephala (G.F.Atk.) A.H.Sm.
- Psathyrella septentrionalis A.H.Sm.
- Tylopilus chromapes (Frost) Thiers & A.H.Sm.
- Tylopilus rubrobruneus Mazzer & A.H.Sm.
- Xeromphalina kaufmannii A.H.Sm.
- Xeromphalina tenuipes (Schwein.) A.H.Sm.

## Honores
- 1967 – Galardón por contribuciones a la micología amateur de la North American Mycological Association[4][5]
- 1969 – Certificado de Mérito – Botanical Society of America[6]
- 1982 – "Micólogo Distinguido" – Mycological Society of America[7]

### Eponimia
Smithiogaster Wright; Smithiomyces Singer; Agaricus smithii Kerrigan; Agrocybe smithii; Alpova alexsmithii Trappe (hoy Rhizopogon alexsmithii); Amanita smithiana Bas; Boletopsis smithii K.A.Harrison; Boletus smithii Thiers; Astraeus smithii.